# Ravašnica
Ravašnica (ponegdje i Ravašnica planina) je planina u Bosni i Hercegovini.
Jugoistočni dio Ravašnice pripada općini Prozor-Rama, a ostatak pripada općini Kupres. Smještena je između krških polja: Ravanjskog s jedne i Vukovskog, Rumbočkog i Rudog polja s druge strane. Duga je oko 13, a široka prosječno 3,5 kilometra. Izgrađena je od vapnenaca i dolomita različite starosti što je omogućilo razvoj krških oblika reljefa (jame, vrtače, kamenice). U istočnom dijelu Ravašnice nalaze se jama Golubnjača u kojoj obitava golub pećinar (Columba livia) i jama Ninkovača. Na planini Ravašnici ističe se nekoliko vrhova od kojih je najviši vrh Razvršće na 1565 metara nadmorske visine, a ostali su Sinokos, Srednje brdo, Straža (1528 m) i Zečji gvozd.
Za vrijeme rata u BiH Ravašnica je dijelom minirana.